# Diapheromera persimilis
Diapheromera persimilis är en insektsart som beskrevs av Andrew Nelson Caudell 1904. Diapheromera persimilis ingår i släktet Diapheromera och familjen Diapheromeridae. Inga underarter finns listade i Catalogue of Life.